# Anaerotruncus
Anaerotruncus è un genere di batterio appartenente alla famiglia delle Clostridiaceae.